# 揮灑烈愛
《揮灑烈愛》（英語：Frida）是墨西哥超現實主義畫家芙烈達·卡蘿的傳記電影，由茱莉·泰摩執導，莎瑪·海耶克和艾佛烈·蒙利納分別主演卡蘿與她的丈夫迪亞哥·里維拉。電影由克蘭西·席格、黛安·萊克、葛瑞格里·納瓦、安娜·托馬斯和愛德華·諾頓聯手改編自海登·賀蕾拉的著作《揮灑烈愛：女畫家芙烈達的藝術與愛情》，並由米拉麥克斯影業和粉紅窗口影業出品。它獲得奧斯卡最佳化妝獎和最佳原創音樂獎（獲獎者：艾略特·高登索），以及最佳女主角提名。

## 外部連結
- 互联网电影数据库（IMDb）上《揮灑烈愛》的资料（英文）
- Box Office Mojo上《揮灑烈愛》的資料（英文）
- 豆瓣电影上《揮灑烈愛》的資料 （简体中文）
- 爛番茄上《揮灑烈愛》的資料（英文）